# Monarquia de São Cristóvão e Neves
A Monarquia de São Cristóvão e Neves é uma monarquia constitucional na qual um monarca é chefe de Estado de São Cristóvão e Neves. O atual monarca é Carlos III, que também é soberano dos outros reinos da Comunidade de Nações. As funções constitucionais do Rei são principalmente delegadas ao Governador-geral de São Cristóvão e Neves. A sucessão real é regida pelo Decreto de Estabelecimento de 1701, que faz parte do direito constitucional.